# Water-polo aux Jeux olympiques d'été de 1972
Pour des articles plus généraux, voir Water-polo aux Jeux olympiques et Jeux olympiques d'été de 1972.
Navigation
Mexico 1968 Montréal 1976
Résultats du tournoi olympique de water-polo aux Jeux olympiques d'été de 1972 à Munich.
| Podiums | Or               | Argent  | Bronze     |
| Hommes  | Union soviétique | Hongrie | États-Unis |

## Équipes

### Équipe d'URSS
Anatoli Akimov, Oleksiy Barkalov, Vadim Gulyayev, Aleksandr Dolgushin, Aleksandr Dreval, Vladimir Zhmudski, Aleksandr Kabanov, Leonid Osipov, Viacheslav Sobchenko, Nikolay Melnikov, Aleksandr Shidlovskiy.

### Équipe de Hongrie
András Bodnár, Tibor Cservenyák, István Görgényi, Tamás Faragó, Zoltán Kásás, Dr. Ferenc Konrád, István Magas, Dénes Pócsik, László Sárosi (water-polo), Endre Molnár, István Szivós.

### Équipe des États-Unis
Peter Asch, Steven Barnett, Bruce Bradley, Stanley Cole, James Ferguson, Eric Lindroth, John Parker, Gary Sheerer, James Sletton, Russell Webb, Barry Weitzenberg.